# Джанфранко Гаццана Пріароджа
Джанфранко Гаццана Пріароджа (італ. Gianfranco Gazzana Priaroggia; 30 серпня 1912, Мілан — 23 травня 1943, Біскайська затока) — італійський підводник, учасник Другої світової війни. За час командування підводними човнами «Аркімеде» і «Леонардо да Вінчі» потопив 11 транспортних суден союзників загальним тоннажем у 90 637 тонн (за даними Карла Деніца — 90 601 тонну), таким чином ставши найрезультативнішим італійським підводником Другої світової війни, до того ж досяг найбільшого успіху за один похід — 58 974 тонни. Кавалер Лицарського хреста Залізного хреста.

## Біографія

### Життя до війни
Джанфранко народився 30 серпня 1912 року в Мілані, в родині адвоката. Незабаром сім'я переїхала до Лігурії, в К'яварі під час Першої світової війни, до Генуї 1920 року. 1941 року Джанфранко після смерті сестри переїхав з родиною в Рапалло.
Близькість моря вплинула на юнака, тому він вирішив служити в Королівських військово-морських силах Італії. 1931 року вступив у Військово-морську академію в Ліворно, після чого здійснив навчальні плавання на кораблях «Амеріго Веспуччі» в тому ж році і на «Кристофоро Коломбо» в наступному. 1934 року Джанфранко став кандидатом в гардемарини, а 20 січня 1935 року отримав це звання. Після першого призначення на важкий крейсер «Тренто» (тип «Тренто»), на початку 1936 року був переведений на однотипний «Трієсті». 16 січня став молодшим лейтенантом. Через кілька місяців перевівся в підводний флот. Під час Громадянської війни в Іспанії, в 1937 році, на підводному човні «Доменіко Міллеліре» типу «Балілла», брав участь в операціях в іспанських водах. 22 січня 1940 року був підвищений до капітан-лейтенанта і разом з цим отримав призначення на підводний човен «Дурбе» (тип «Адуа») на посаду старшого помічника командира корабля. На цій посаді Гаццана і перебував, коли 10 червня 1940 року Італія вступила в Другу світову війну.

### Старпом на «Малакіте» і «Таццолі»
Після вступу Італії у війну Гаццана був знову в якості старпома переведений на підводний човен «Малакіте», типу «Перла», на якому й брав участь у своїх перших операціях нової великої війни. 11 лютого був переведений на «Таццолі», знову старшим помічником для її вже знаменитого командира, Карло Феча ді Коссато. Переведення на цю субмарину спричинило перехід Гаццани в підпорядкування Верховному командуванню італійських підводних сил в Атлантичному океані, дислокованому в Бордо з вересня 1940 року. Там, в річковому порту, на естуарії Жиронда, за 50 км від Біскайської затоки була побудована база військово-морського флоту, яка у італійських моряків отримала неофіційне прізвисько BETASOM. На підводному човні «Таццолі» Джанфранко здійснив чотири походи, в ході яких ПЧ потопив 10 суден тоннажем в 54 362 тонни. Коссато багато чого навчив Гаццану, і вже 21 лютого 1942 він був призначений командиром підводного човна «Аркімеде», типу «Брін», що дислокувався також в Бордо.

### Командир «Аркімеде» і «Леонардо да Вінчі»
26 квітня Гаццана вперше вийшов в море в ролі командира підводного човна. Його завданням було патрулювання біля північного узбережжя Бразилії. 23 травня італійці атакували групу американських кораблів, але безуспішно. Уже перед тим, як Джанфранко збирався повернутися в Бордо, 15 червня йому вдалося потопити панамське вантажне судно «Кардін» (5568 тонн, йшла без корисного вантажу з Буенос-Айреса в Нью-Йорк через Тринідад). Після цього «Аркімеде» з почуттям виконаного обов'язку повернувся в BETASOM 4 липня.
10 серпня офіцер став командиром підводного човна «Леонардо да Вінчі» типу «Марконі». Це була сучасніша і більша субмарина. За своїми бойовими характеристиками вона була схожа на «Аркімеде», але її морехідні якості дозволяли перебувати в море набагато довше. Протягом вересня човен переобладнали (зокрема прибрали гармату, яка стояла перед рубкою), щоб вона могла нести мінісубмарину типу КА 2, за допомогою якої планувалося атакувати Нью-Йорк. Після того, як випробування закінчилися успіхом, 7 жовтня «Леонардо да Вінчі» покинув Бордо і вирушив у звичайний бойовий похід, знову до берегів Бразилії. З 2 по 11 листопада 1942 року Гаццана потопив тут 4 кораблі різних країн: 2 листопада — англійський «Емпае Зіл» типу «Емпае», водотоннажністю 7062 тонни, який йшов з баластом з Дурбана в Тринідад, 4 листопада грецький — «Андреас» (6566 тонн, йшов з Тринідаду в Олександрію через Дурбан з 8156 тоннами різних вантажів, у тому числі боєприпасів), 10 листопада — американський «Маркус Вітманн», 7176 тонн, який плив без корисного вантажу з Столовою бухти в Парамарибо, і 11 листопада — голландський «Веерхавен» (5291 тонни, плив з Розаріо і Буенос-Айреса через Тринідад з 7824 тоннами лляного насіння). Його вже довелося добивати з гармати, оскільки човен витратив усі свої торпеди.
28 листопада «Леонардо да Вінчі» перекачав 30 тонн пального в «Таццолі», який, у свою чергу, плив в той же район. 6 грудня Джанфранко і його екіпаж благополучно повернулися в Бордо.

### Останній похід
У січні 1943 року Гаццана на короткий час повернувся до Італії, де провів свою останню відпустку, після чого повернувся в BETASOM, де «Леонардо да Вінчі» готувався до нового походу. До цього часу обстановка в Центральній Атлантиці сильно ускладнилася для фашистських підводників. Судна, що йдуть без конвою, стали рідкістю. Тому командування вирішило перенести бойові дії в південну частину Індійського океану, де, як сподівалися італійці, ще не були введені конвої. На перше завдання такого роду вирішили відправити саме «Леонардо да Вінчі». Уже в море для збільшення тривалості автономного плавання він в Гвінейській затоці, в 550 милях на північний схід від острова Святої Єлени, повинен був отримати додаткове паливо і провізію з субмарини «Фінці».
20 лютого 1943 року підводний човен покинув Бордо, але ще до зустрічі з заправником потопив два кораблі. 14 березня Гаццана, перебуваючи на захід від Гвінейської затоки, торпедував англійський пасажирський лайнер RMS «Імператриця Канади», водотоннажністю цілих 21517 тонн. Він став найбільшим вантажопасажирських кораблем, потопленим італійцями за всю війну. «Емпресс оф Кенада» йшов з Дурбана в Такораді з 1400 пасажирами на борту, в тому числі з 500 італійськими військовополоненими, багато з яких загинули в цьому корабельній аварії. П'ять днів по тому, 19 березня, підводний човен домігся нового успіху — втопив на захід від Анголи англійський вантажний корабель «Лалворт Хілл» (англ. Lulworth Hill) (7628 тонн), що плив з Маврикія через Столову бухту під Фрітаун і Mersey. Судно везло 10510 тонн цукру та інших вантажів. 20 березня «Леонардо да Вінчі» зустрівся з «Фінці» і поповнив запаси.
5 квітня корабель обігнув Голковий мис і увійшов в Індійський океан, після чого просунувся до Дурбані. У південно-західному куточку цього океану, від Дурбана до південного краю Африки, субмарині, за короткий термін вдалося втопити чотири судна. 17 квітня недалеко від Дурбана було потоплено голландське судно «Сембілан» (6568 тонн), що йшло з Глазго через Дурбан в Порт-Саїд і Олександрію з 4823 тоннами різних вантажів, включаючи боєприпаси. 18 квітня вирушив на дно англійський «Манаар» (8007 тонн), який віз 4400 тонн міді і бавовни з Момбаси і Бейрута в Дурбан.
21 квітня Гаццана потопив американський транспортник типу «Ліберті» «Джон Дрейтон» (7176 тонн, віз 9000 тонн палива в бочках з Хорремшехр і Бендер-Аббаса в Столову бухту). Нарешті, 25 квітня недалеко від Голкового мису італійці вразили англійський танкер «Дорісса» (водотоннажність 8078 тонн, плив без корисного вантажу з Столової бухти в Абадан).
Після цього Джанфранко Гаццана наказав йти в Бордо, до якого потрібно було плисти близько місяця. Після таких успіхів Джанфранко став найрезультативнішим італійським підводним асом, до того ж, що добився найбільшого успіху за один похід. У нагороду 6 травня 1943 року командування повідомило йому по радіо про присвоєння за військові заслуги звання капітана 3 рангу (італ. capitano di corvetta). У 20-х числах травня, коли підводний човен повинний був вже ось-ось прибути, в Бордо всі були вже готові до урочистого прийому, але «Леонардо да Вінчі» не повернувся на базу.

### Загибель
Як з'ясувалося після війни, 23 травня 1943 року об 11:45 британський фрегат «Несс», приписаний до конвою в якості корабля охорони, в 300 милях на захід від мису Фіністерре засік «Леонардо да Вінчі». Після цього «Несс» і есмінець «Активні» спільно атакували італійський підводний човен і закидали його глибинними бомбами. Близько полудня пролунали вибухи, після чого на поверхні з'явилися повітряний міхур і масляні плями, що означало знищення підводного човна, який потонув разом з командиром Джанфранко Гаццана Пріароджа і 62 членами екіпажу.

## Вшанування пам'яті
Зниклий командир відразу ж був нагороджений Золотою медаллю «За військову доблесть», вищої військової нагородою Італії. Ще до цього йог п'ять разів нагороджено Хрестом за військові заслуги, три рази Бронзовою медаллю «За військову доблесть» і два рази Срібною медаллю «За військову доблесть», і до того ж ще іспанською «Медаллю повстання 1936 року» за операції під час Громадянської війни в Іспанії. Також відразу після того, як Гаццана пропав безвісти, він отримав Лицарським хрестом від Німеччини на додачу до Залізного хреста 2-го класу, який він вже мав. Всі члени екіпажу отримали італійський Військовий хрест за військову доблесть.
Ім'я Гаццана досі поважають в Італії. На його честь було названо два підводні човни сучасного італійського ВМФ: колишня стара американська субмарина «Воладор», введена до складу ВМФ США в 1948 році, в складі італійського флоту з 1972 по 1981 рік) і власне італійський корабель типу «Савур» (S525 Gianfranco Gazzana Priaroggia), введений в дію в 1993 році.
Його бойову діяльність високо оцінив і знаменитий командувач Крігсмаріне Карл Деніц у своїй книзі «10 років і 20 днів».

## Нагороди
- Медаль «За Іспанську кампанію» (Іспанія)
- Хрест «За військові заслуги» (Італія) — отримав 5 нагород.
- Залізний хрест 2-го і 1-го класу (Третій Рейх)
- Медаль «За військову доблесть» (Італія) — тримав 6 медалей: 3 бронзових, 2 срібних і 1 золоту (23 травня 1943; посмертно).
- Лицарський хрест Залізного хреста (Третій Рейх) (26 травня 1943; посмертно).